# 라라주

라라 주의 위치

라라주(스페인어: Estado Lara)는 베네수엘라 북서부에 위치한 주로 주도는 바르키시메토이며 면적은 19,800km2, 인구는 1,774,867명(2007년 기준)이다. 1901년에 신설되었으며 9개 지방 자치체를 관할한다. 북쪽으로는 팔콘 주, 남쪽으로는 포르투게사 주와 트루히요 주, 동쪽으로는 야라쿠이 주와 코헤데스 주, 서쪽으로는 술리아 주와 접한다.

## 같이 보기
- 베네수엘라의 주